# Bahne Rabe
Bahne Rabe (* 7. August 1963 in Hamburg; † 5. August 2001 in Kiel) war ein deutscher Rudersportler. Als Schlagmann des Deutschland-Achters gewann er bei den Olympischen Spielen 1988 in Seoul die Goldmedaille, 1991 wurde er Weltmeister im Vierer mit Steuermann.

## Sportliche Karriere
Nachdem er 1983 das Match des Seniors, die inoffiziellen U23-Weltmeisterschaften, im Zweier ohne Steuermann gewinnen konnte, ging Rabe 1984 aus seiner Heimatstadt Lüneburg an das Bundesleistungszentrum Dortmund. Dort wurde er ab 1986 von Ralf Holtmeyer trainiert, der ihn in den Deutschland-Achter holte. Nach zwei sechsten Plätzen bei den Weltmeisterschaften 1986 und 1987 rückte Rabe im folgenden Jahr für die Olympischen Spiele in Seoul erstmals auf die Schlagposition des Achters. Zusammen mit Thomas Möllenkamp, Matthias Mellinghaus, Eckhard Schultz, Ansgar Wessling, Armin Eichholz, Thomas Domian, Wolfgang Maennig und Steuermann Manfred Klein gewann Rabe die Goldmedaille. Anschließend beendete er vorläufig seine Karriere.
Bis zur Rückkehr Rabes in den Leistungssport hatte Roland Baar erfolgreich den Schlagplatz im Deutschland-Achter übernommen. Bei den Weltmeisterschaften 1991 startete Rabe zusammen mit Eichholz, Armin Weyrauch und Matthias Ungemach im Vierer mit Steuermann. Gesteuert von Jörg Dederding gewann das Quartett die Goldmedaille in einer neuen Weltbestzeit, die in dieser (bei Olympischen Spielen und Weltmeisterschaften seit 1996 bzw. 2008 nicht mehr ausgetragenen) Bootsklasse nicht wieder überboten wurde. Im folgenden Jahr war Rabe wieder Mitglied des Deutschland-Achters, der in Barcelona „Bronze“ gewann und gab danach den Leistungssport wieder auf.
Für seine sportlichen Erfolge wurde er am 23. Juni 1993 mit dem Silbernen Lorbeerblatt ausgezeichnet.
1995 kehrte Rabe erneut zum Leistungssport zurück und belegte bei den Weltmeisterschaften im Vierer ohne Steuermann den sechsten Platz. Anschließend beendete er seine Sportlerkarriere endgültig.
Rabe starb an einer Lungenentzündung, die er aufgrund seiner Magersucht nicht überstand.

## Internationale Erfolge
- 1983: 1. Platz U23-Weltmeisterschaften im Zweier ohne Steuermann
- 1984: 2. Platz U23-Weltmeisterschaften im Vierer ohne Steuermann
- 1985: 1. Platz U23-Weltmeisterschaften im Achter
- 1986: 6. Platz Weltmeisterschaften im Achter
- 1987: 6. Platz Weltmeisterschaften im Achter
- 1988: 1. Platz Olympische Spiele im Achter
- 1991: 1. Platz Weltmeisterschaften im Vierer mit Steuermann
- 1992: 3. Platz Olympische Spiele im Achter
- 1995: 6. Platz Weltmeisterschaften im Vierer ohne Steuermann

## Werke über Rabe
- Die Reportage „Gold macht nicht glücklich – Bahne Rabe und sein einsamer Weg“ von Katharina Gugel und Ulf Eberle aus der Reihe 37 Grad wurde am 21. Mai 2002 im ZDF gesendet. 2003 wurde sie mit dem 3. Preis des Axel-Springer-Preises für junge Journalisten ausgezeichnet.
- Bahne Rabes Leben diente der Sportjournalistin Evi Simeoni als Ausgangspunkt ihres Romans Schlagmann (Klett-Cotta, Stuttgart 2012, ISBN 978-3-608-93969-9).